# 国領駅
国領駅（こくりょうえき）は、東京都調布市国領町三丁目にある、京王電鉄京王線の駅である。京王中央管区所属。駅番号はKO16。

## 歴史
戦前より運行されていた準急の停車駅であったが、1963年（昭和38年）10月1日ダイヤ改定で準急が廃止されてからは各停のみ停車となっている。

### 年表
- 1913年（大正2年）4月15日：国道20号（甲州街道）北側に京王電気軌道（現・京王電鉄）の駅として開設。なお、調布市教育委員会が設置した「京王線旧国領（北浦）駅跡」の碑には、地元の強い要望により一時期北浦駅であったと伝えられている旨の記載がされている。
- 1927年（昭和2年）12月17日：現在地へ移設。
- 1944年（昭和19年）5月31日：東京急行電鉄（大東急、現・東急電鉄）が京王電気軌道を吸収合併、同社京王線の駅となる。
- 1948年（昭和23年）6月1日：東急から京王帝都電鉄が分離。同社の駅となる。
- 1994年（平成6年）3月22日：ホームが10両編成分に延伸され、供用を開始する[1]。
- 2006年（平成18年）
  - 11月12日：柴崎方上り線を仮線へ切替。
  - 12月3日：柴崎方下り線を仮線へ切替。
- 2007年（平成19年）3月4日：仮設橋上駅舎・エレベーター使用開始[2][3]。これに伴い、従来の地下駅舎は使用停止。
- 2008年（平成20年）
  - 3月16日：下り線切替、単式ホームとなる。
  - 3月27日：当駅地下化工事中に不発弾が発見される。
  - 5月18日：3月27日に発見された不発弾処理のため、京王線がつつじヶ丘 - 調布間で区間運休となる。
  - 7月6日：上り線を切替、島式ホーム1面2線化。旧上りホームは使用停止となり、その後解体された。
- 2012年（平成24年）
  - 8月19日：地下駅化。
  - 8月26日：ホームドア使用開始。
- 2013年（平成25年）2月22日：KO16の駅ナンバリング導入。
- 2021年（令和3年）
  - 2月20日：接近メロディを石原プロモーション関連作品テーマ曲へ変更[4]。
  - 10月31日：20時ごろ、当駅から2駅八王子方にある調布駅を発車した上り特急電車の車内で京王線刺傷事件が発生。列車は当駅に緊急停車するもドアが開かず、逃げ惑う乗客らは窓を開けた後、ホームドアを乗り越えて避難した。犯人は停車中の車内で現行犯逮捕された。

### 駅名の由来
付近の地名である国領町による。「国領」の地名は、武蔵国の国府が管轄する国衙領であったことにちなむ。

## 駅構造
島式ホーム1面2線を有する地下駅。新宿方には、地上線からのトンネルが見える。
駅部分は開削トンネルだが駅の調布寄りホーム先端でシールドトンネルへ切替わっている。

### のりば
| 番線 | 路線   | 方向 | 行先                                 |
| ---- | ------ | ---- | ------------------------------------ |
| 1    | 京王線 | 下り | 調布・橋本・京王八王子・高尾山口方面 |
| 2    | 京王線 | 上り | 明大前・笹塚・新宿・ 都営新宿線方面  |

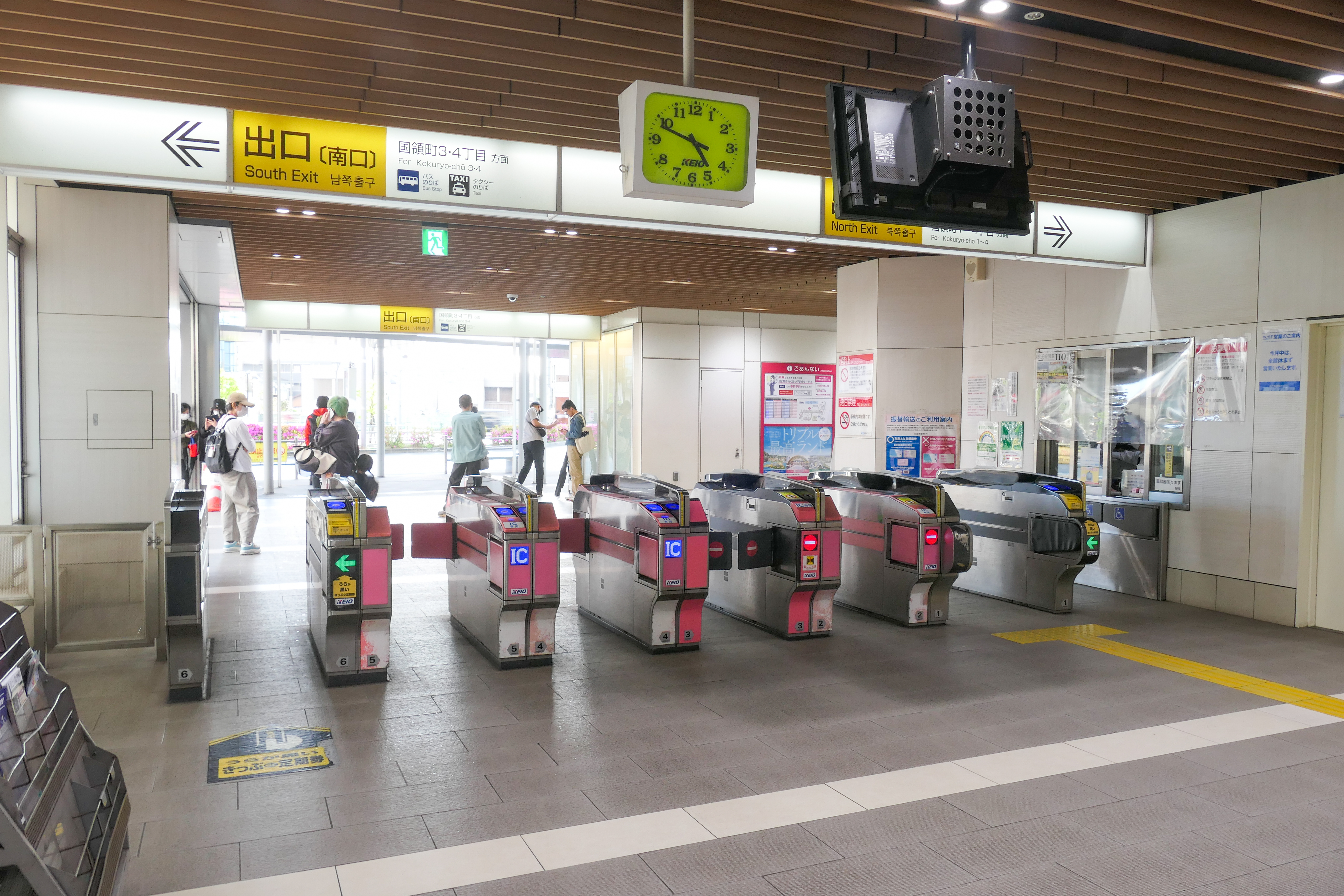
改札口（2023年4月）
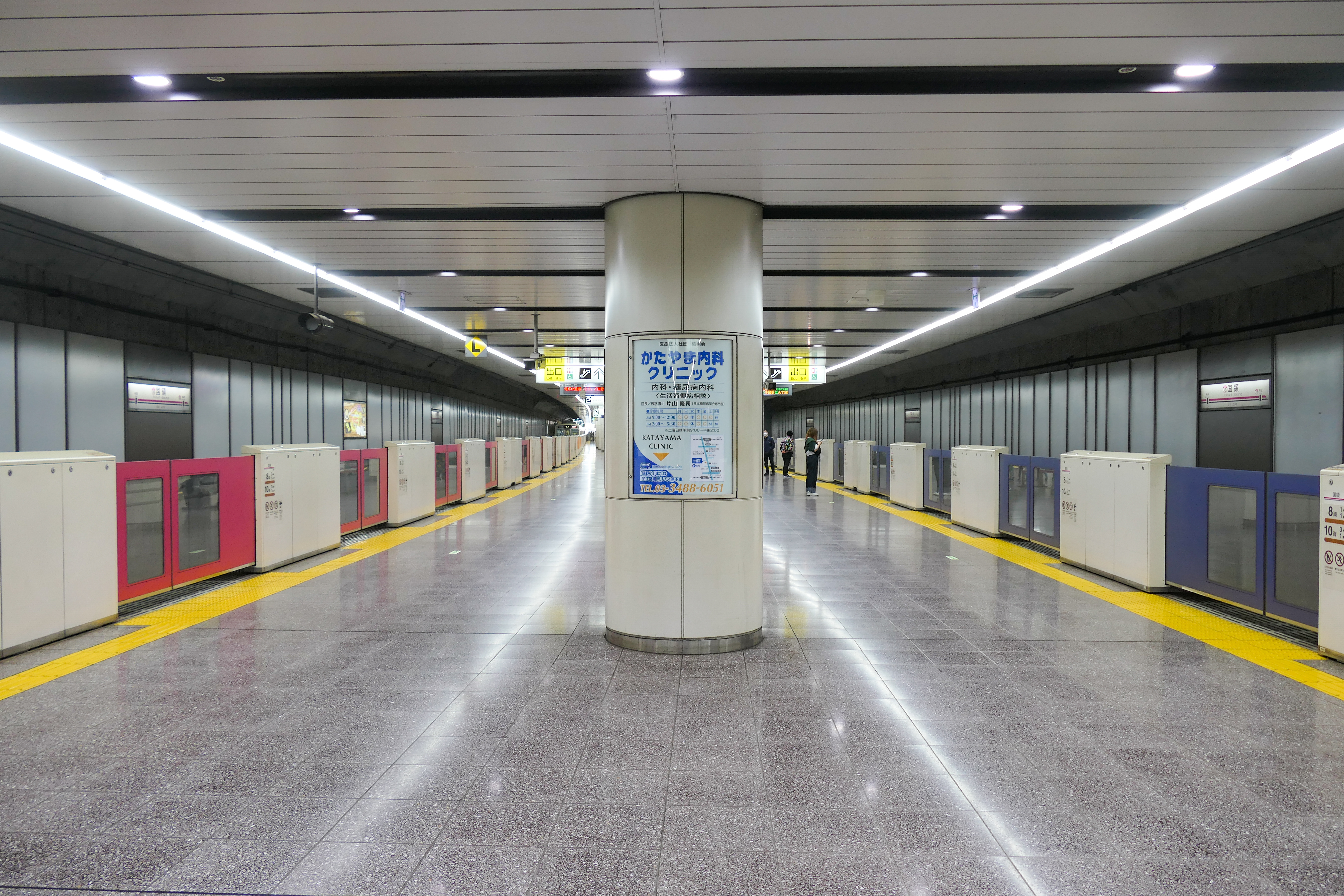
ホーム（2023年4月）

### 接近メロディ
当初は京王汎用接近チャイムを使用していたが、調布市からの要望により2021年（令和3年）2月20日に、石原プロモーション関連作品テーマ曲をアレンジしたメロディへ変更している。これは、かつて石原プロが市内に事務所を構えており、当駅がその最寄駅であったことに因んだものである。
曲は1番線が『太陽にほえろ!のテーマ』（大野克夫作曲）、2番線が『西部警察メインテーマ』（宇都宮安重作曲）である。メロディは櫻井音楽工房の制作で、編曲は櫻井隆仁が手掛けた。

### 駅施設
- トイレ：ユニバーサルデザインの一環として「だれでもトイレ」を併設。
- 公衆電話
- 自動販売機
- 待合室
- エレベーター
- エスカレーター
- ホームドア：2012年（平成24年）8月26日より使用開始。

## 利用状況
2024年度（令和6年度）の1日平均乗降人員は32,992人である。京王線の各駅停車のみが停車する駅では最も乗降人員が多い。
近年の1日平均乗降・乗車人員の推移は下表の通りである。
| 年度               | 1日平均 乗降人員 | 1日平均 乗車人員 | 出典     |
| ------------------ | ---------------- | ---------------- | -------- |
| 1955年（昭和30年） | 8,477            |                  |          |
| 1960年（昭和35年） | 12,639           |                  |          |
| 1965年（昭和40年） | 17,679           |                  |          |
| 1970年（昭和45年） | 16,718           |                  |          |
| 1975年（昭和50年） | 13,510           |                  |          |
| 1980年（昭和55年） | 17,968           |                  |          |
| 1985年（昭和60年） | 20,489           |                  |          |
| 1990年（平成02年） | 27,089           | 13,329           | [ * 1 ]  |
| 1991年（平成03年） |                  | 14,150           | [ * 2 ]  |
| 1992年（平成04年） |                  | 13,929           | [ * 3 ]  |
| 1993年（平成05年） |                  | 13,948           | [ * 4 ]  |
| 1994年（平成06年） |                  | 13,885           | [ * 5 ]  |
| 1995年（平成07年） | 28,317           | 13,858           | [ * 6 ]  |
| 1996年（平成08年） |                  | 14,101           | [ * 7 ]  |
| 1997年（平成09年） | 28,653           | 14,180           | [ * 8 ]  |
| 1998年（平成10年） | 28,476           | 14,104           | [ * 9 ]  |
| 1999年（平成11年） | 28,662           | 14,049           | [ * 10 ] |
| 2000年（平成12年） | 29,948           | 14,805           | [ * 11 ] |
| 2001年（平成13年） | 31,136           | 15,386           | [ * 12 ] |
| 2002年（平成14年） | 31,102           | 15,381           | [ * 13 ] |
| 2003年（平成15年） | 31,828           | 15,735           | [ * 14 ] |
| 2004年（平成16年） | 33,289           | 16,542           | [ * 15 ] |
| 2005年（平成17年） | 35,086           | 17,463           | [ * 16 ] |
| 2006年（平成18年） | 35,522           | 17,636           | [ * 17 ] |
| 2007年（平成19年） | 37,175           | 18,363           | [ * 18 ] |
| 2008年（平成20年） | 38,184           | 18,910           | [ * 19 ] |
| 2009年（平成21年） | 37,827           | 18,748           | [ * 20 ] |
| 2010年（平成22年） | 37,745           | 18,704           | [ * 21 ] |
| 2011年（平成23年） | 37,508           | 18,577           | [ * 22 ] |
| 2012年（平成24年） | 38,285           | 18,981           | [ * 23 ] |
| 2013年（平成25年） | 39,103           | 19,405           | [ * 24 ] |
| 2014年（平成26年） | 39,046           | 19,362           | [ * 25 ] |
| 2015年（平成27年） | 38,666           | 19,153           | [ * 26 ] |
| 2016年（平成28年） | 38,921           | 19,323           | [ * 27 ] |
| 2017年（平成29年） | 39,097           | 19,392           | [ * 28 ] |
| 2018年（平成30年） | 39,159           | 19,425           | [ * 29 ] |
| 2019年（令和元年） | 38,713           | 19,180           | [ * 30 ] |
| 2020年（令和02年） | 28,584           | 14,208           | [ * 31 ] |
| 2021年（令和03年） | 30,015           |                  |          |
| 2022年（令和04年） | 31,746           |                  |          |
| 2023年（令和05年） | 32,622           |                  |          |
| 2024年（令和06年） | 32,992           |                  |          |

## ギャラリー

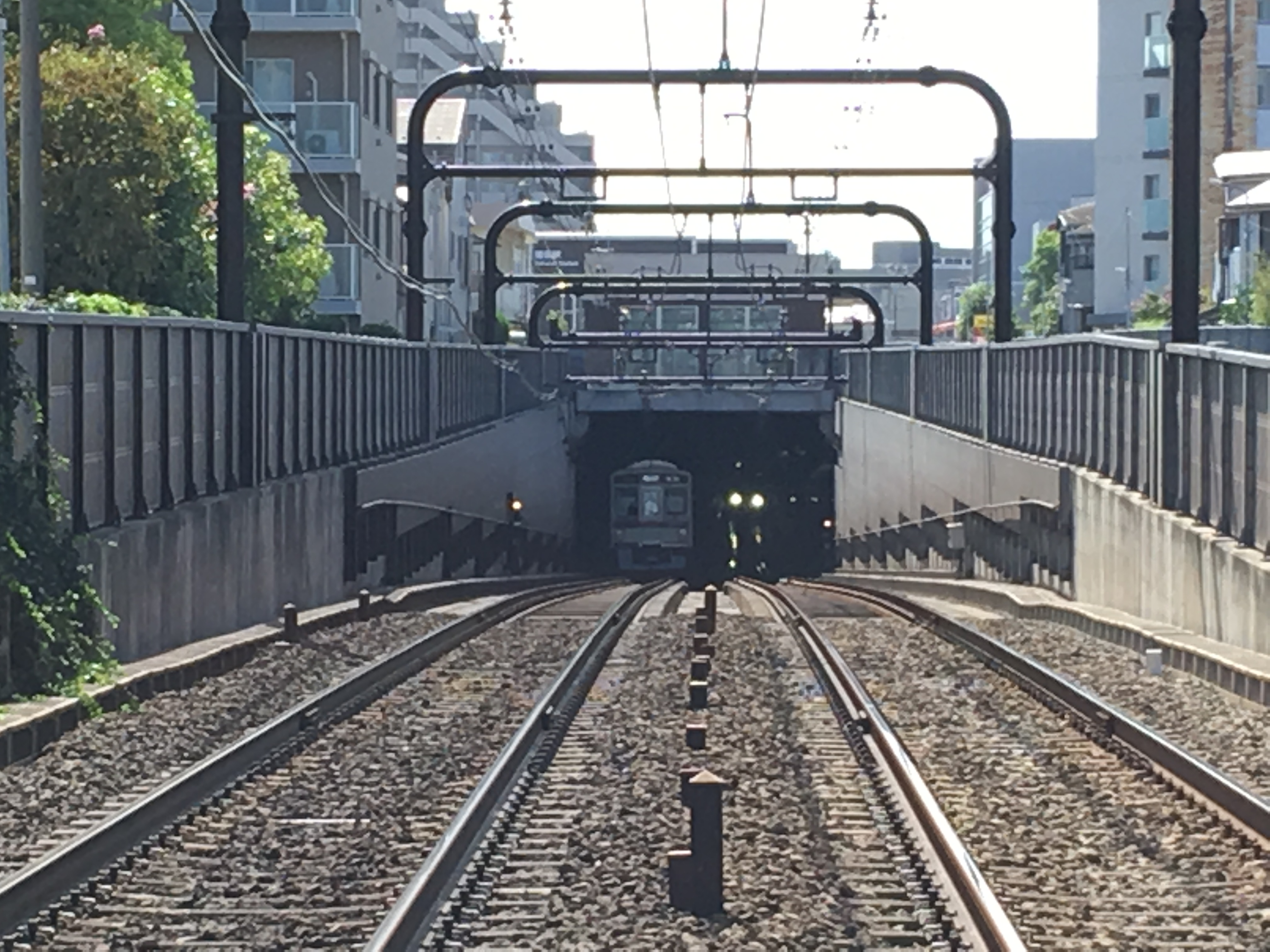
柴崎4号踏切構内より撮影した国領駅。写真中央、右側の上り列車のライトが映っている辺りにホームがある（2019年9月）
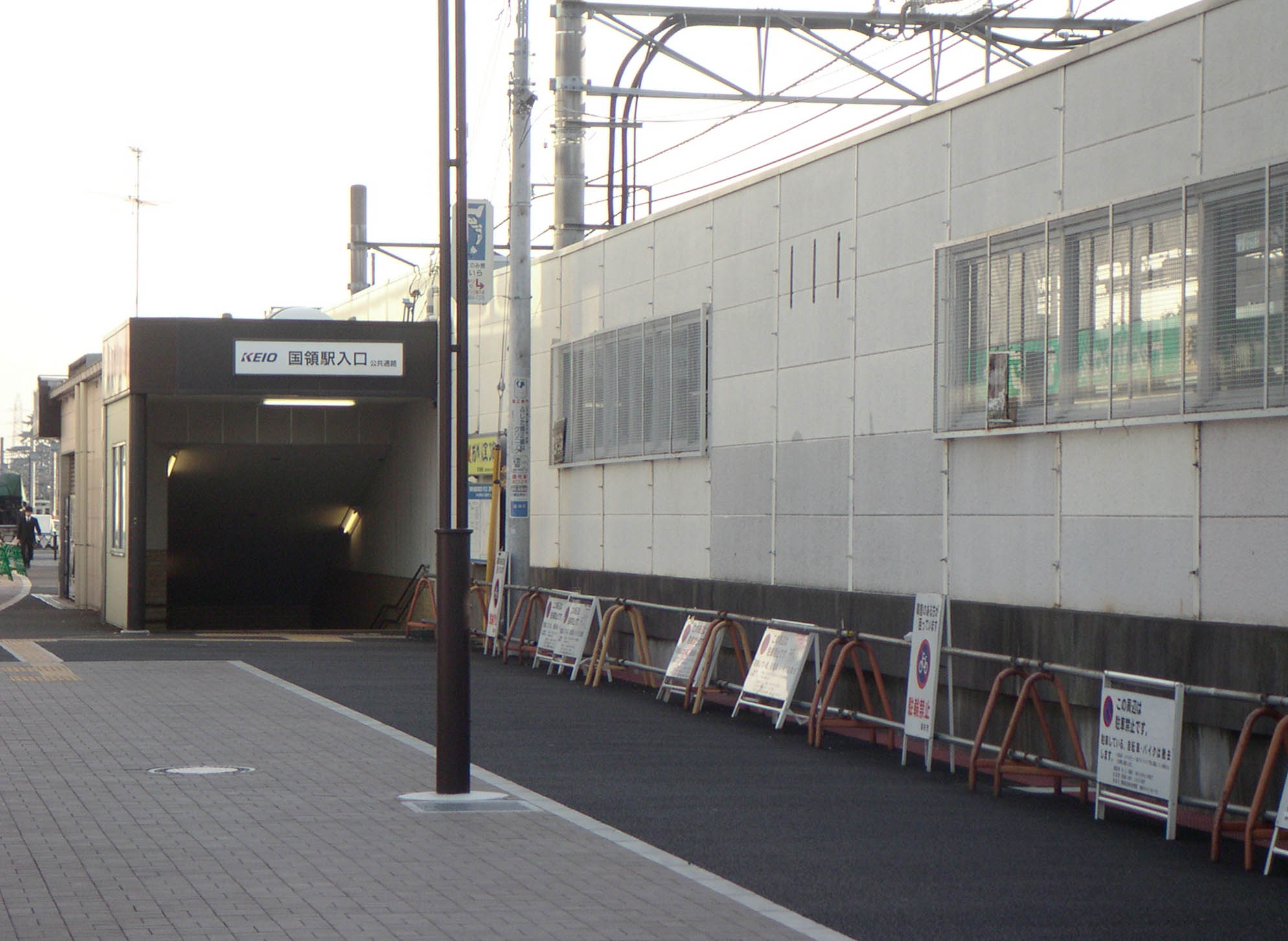
2007年まで使われていた北口駅舎（2005年11月）
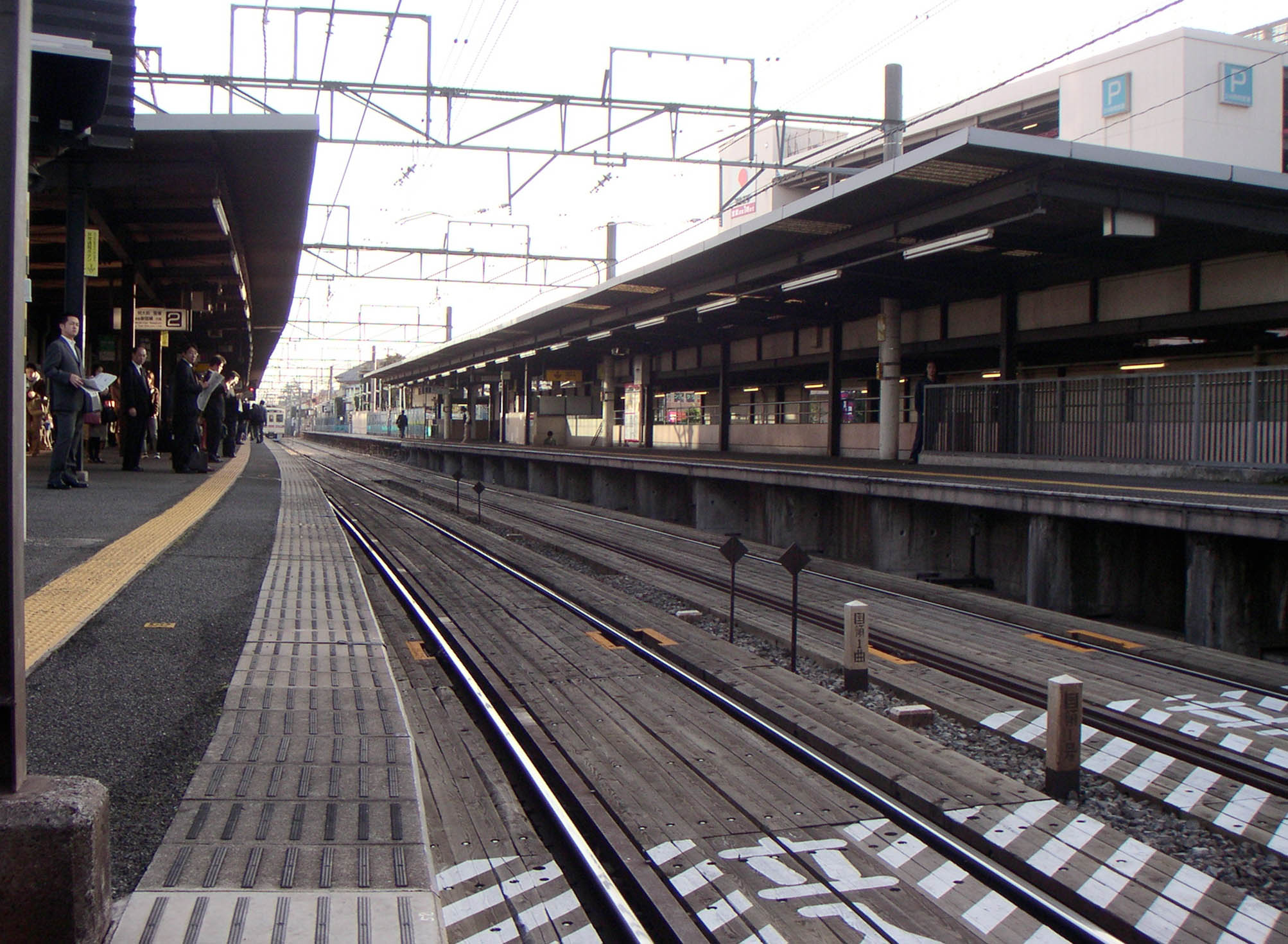
相対式時代のホーム（2005年11月）
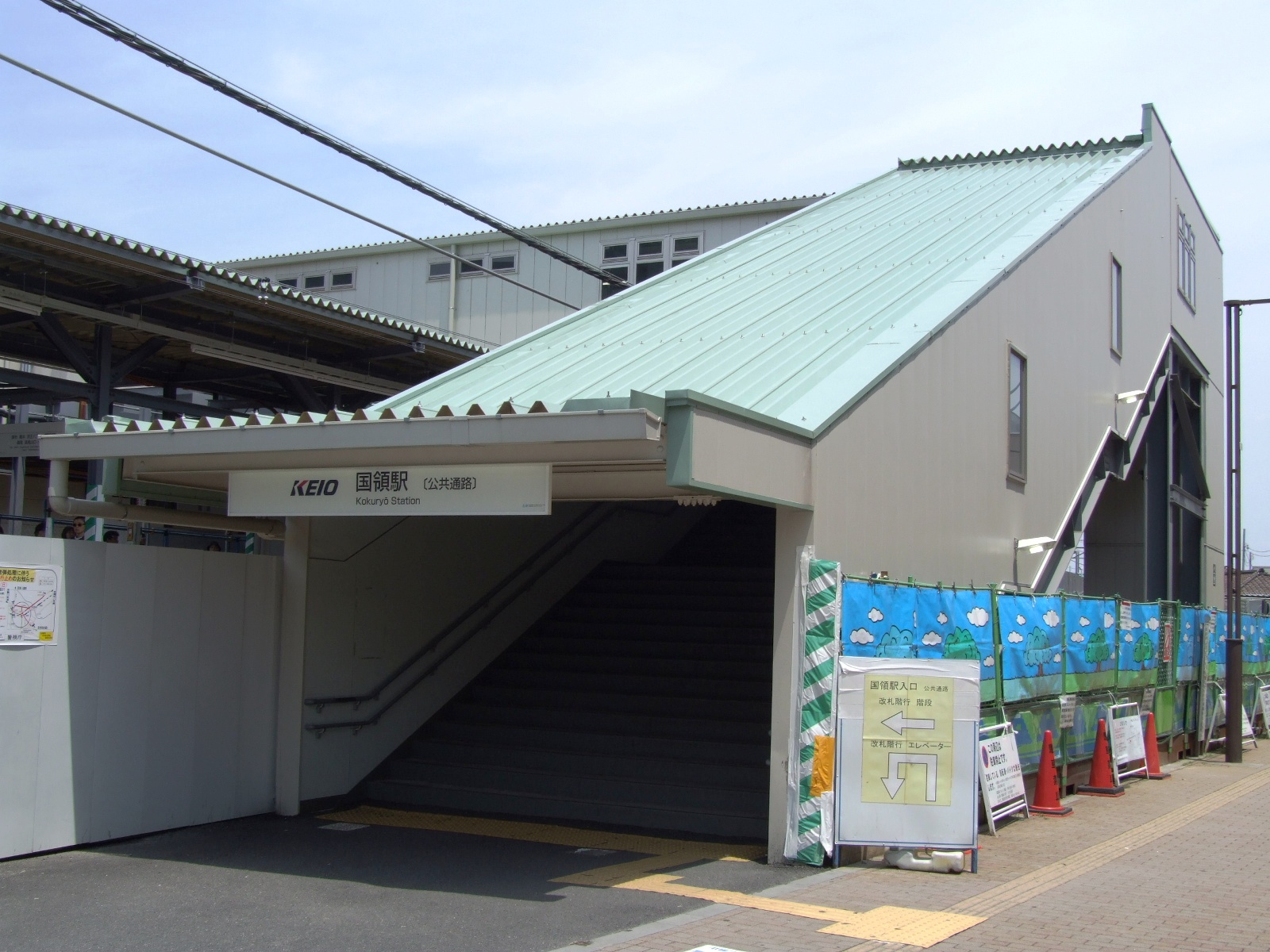
仮設駅舎（2008年5月）
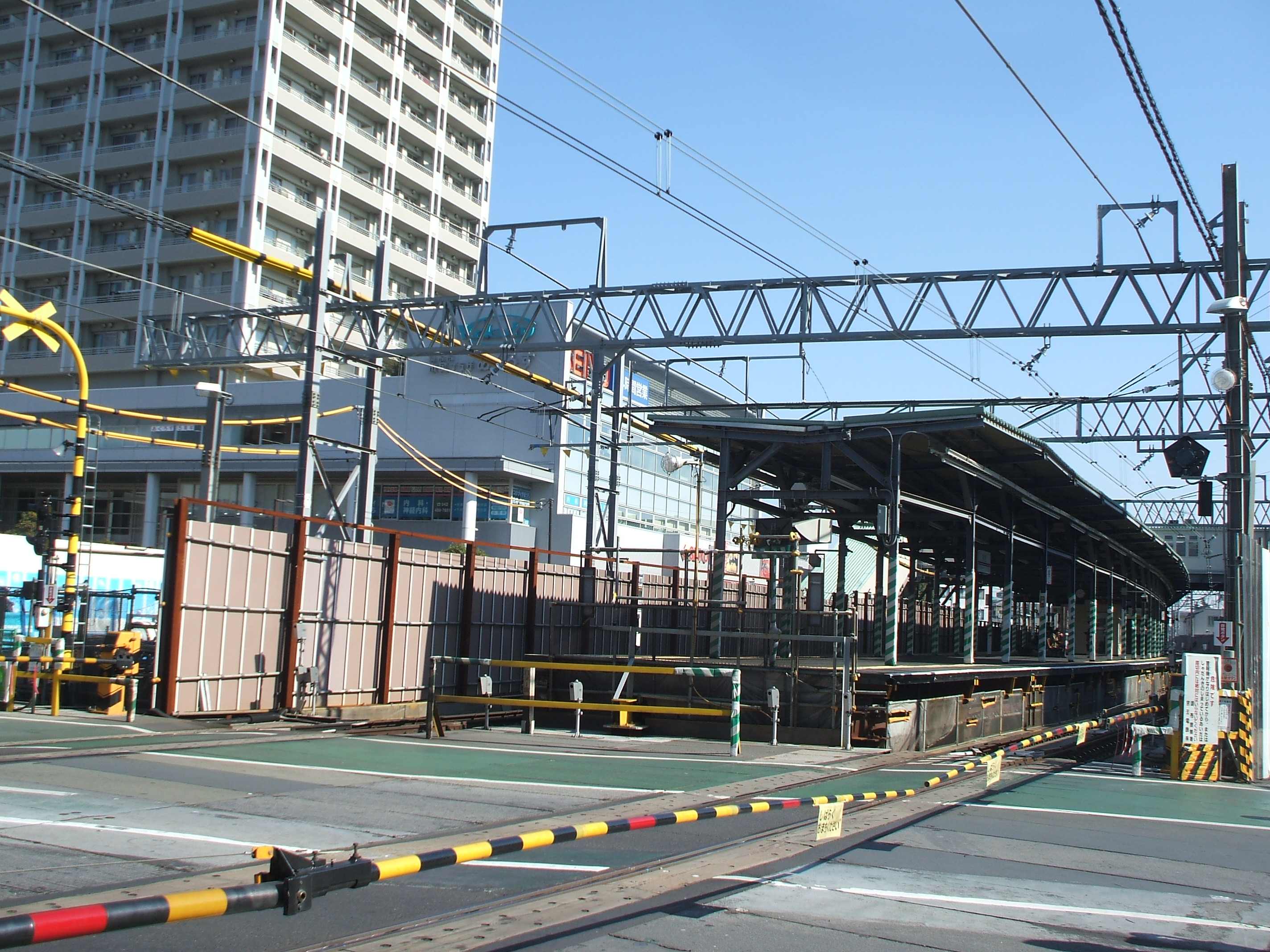
仮設の島式ホーム（2009年2月）

## 駅周辺
- ココスクエア調布
- グランタワーコクティー
- 東京都道11号大田調布線（狛江通り）：駅前を通る。
- 旧甲州街道：駅前北側を通る。
- 国道20号（甲州街道：駅北側。
- 品川通り：駅南側。
- 三井住友銀行国領支店
- 国領駅前郵便局
- 調布郵便局
- 調布警察署
- 調布市立国領図書館
- 調布市立第六中学校
- 調布市立第七中学校
- 調布市立国領小学校
- イトーヨーカドー 国領店
- 東京慈恵会医科大学 国領キャンパス
  - 慈恵第三看護専門学校
  - 東京慈恵会医科大学附属第三病院
- 小田急バス狛江営業所：慈恵医大第三病院の斜向かい。
- 多摩川住宅：東京都住宅供給公社の大規模団地。
- イメージニクス本社

### バス路線
小田急バス（狛江営業所）による運行。
- 国領駅（駅前広場バスロータリー）
  - 境91・狛02：狛江営業所・狛江駅北口行
  - 境91：調布駅北口・武蔵境駅南口行（武蔵境営業所経由）

京王線地下化に伴い、いわゆる「開かずの踏切」での待ち時間がなくなり、駅前バスロータリーが完成したことで、路線バスの利便性も向上した。
駅前再開発工事進捗に伴い、2015年（平成27年）1月31日始発より、バスのりばをコクティー西友前の仮設停留所に移設。
駅前広場バスロータリーの完成により、2016年（平成28年）3月16日始発から、バスのりばをココスクエア調布前の停留所に移設。すべての路線が駅前広場バスロータリーを経由するようになる。それに伴い、狛江通りの「国領駅入口」停留所（境91系統の調布駅・武蔵境駅方向のみ停車）は「国領四丁目」と改称された。

## 隣の駅
京王電鉄
 京王線
■特急・■急行・■区間急行・■快速
通過
■各駅停車
柴崎駅 (KO15) - 国領駅 (KO16) - 布田駅 (KO17)